# Hierve el Agua

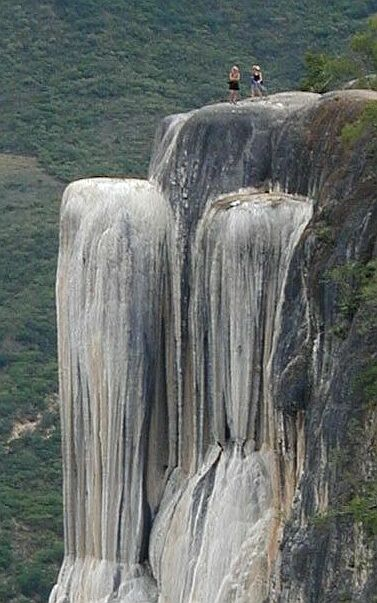
Hierve el Agua

Hierve el Agua (spanska: "vattnet kokar") i delstaten Oaxaca i Mexiko är en samling naturliga klippformationer som ser ut som vattenfall. Platsen ligger omkring 30 kilometer öster om Mitla i Oaxaca.
Relativt små mängder 25 grader varmt vatten bubblar upp från olika källor, rinner ut över klipporna och avdunstar. Det som lämnas kvar är klippformationernas huvudsakliga beståndsdel, kalciumkarbonat. Det liknar den process som formar stalaktiter och stalagmiter i grottor, men i detta fall sker det på bergssidor. Formationerna är i vissa fall 50 meter höga.
Området är av arkeologiskt intresse då det omfattande bevattningssystemet och platåerna byggdes av zapoteker för omkring 2 500 år sedan.